# Shivling
Le Shivling, culminant à 6 543 m d'altitude, est un sommet de l'Himalaya dans la région du Garhwal en Inde. Il jouit d'une grande notoriété auprès des alpinistes en raison de sa forme pyramidale et de ses difficultés d'ascension. Il s'agit aussi d'une montagne sacrée pour les Hindous.

## Toponymie
L'appellation « Shivling » est issue d'une contraction de Shiva linga(m), Shiva étant une divinité hindoue et linga (en sanskrit लिङ्गं, liṅgaṃ, « signe ») un objet de forme phallique dans lequel Shiva est présent. 

## Géographie
Le Shivling possède un double sommet (principal et sud-ouest culminant à 6 501 m) séparé par un col. Il surplombe à l'est le glacier de Gangotri, l'un des plus grands de l'Himalaya, et au sud le glacier de Kirti. Le glacier de Gangotri est célèbre parmi les pèlerins hindous pour être une des sources sacrées du Gange. Au pied du Shivling est située le lieu-dit de Tapovan entouré par un cirque de montagnes portant chacune le nom d'une divinité de l'hindouisme.
Le Shivling est constitué de leucogranite blanc à muscovite-tourmaline,.

## Premières ascensions
- Juin 1974 : arête ouest par une équipe de l'Indo-Tibetan Border Police composée de Hukam Singh, Laxman Singh, Ang Tharkey, Pemba Tharkey, et Pasang Sherpa (voie normale).
- 1980 : arête nord et face nord-ouest par une expédition japonaise.
- 1981 : arête est (arête de Ganesh) par Greg Child, Georges Bettembourg, Doug Scott et Rick White.
- 1983 : arête sud-est du sommet sud-ouest par Chris Bonington et John Fotheringham.
- Septembre 1983 : arête sud par les Japonais Nakao, Omaha et Yagamata.
- 1986 : face nord-est par les Italiens Bernascone, Manoni et Rosso.
- 1986 : arête sud-ouest par Jon et Brigitte Muir et G. Hill.
- 1993 : pilier nord par Hans Kammerlander et Christopher Hainz.
- 2001 : pilier nord direct (voie de Shiva) par Thomas Huber et Iwan Wolf. Pour cette ascension, ils ont reçu le Piolet d'or.